# Tatarensund
Der Tatarensund (russisch Татарский пролив/Tatarski proliw; auch Tatarischer Sund, Tataren-Straße, Tartaren-Straße) ist eine Meerenge zwischen dem nördlichen Teil der Insel Sachalin und dem asiatischen Festland. Sie verbindet das Japanische Meer mit dem Ochotskischen Meer. Der Tatarensund ist nicht nach dem Volk der Tataren, sondern nach der historischen Landschaftsbezeichnung Tatarei benannt.
Die schmalste Stelle ist 7,3 km breit. Diese Stelle wird nach dem russischen Admiral Gennadi Newelskoi auch als Newelskoi-Straße (russisch пролив Невельского) bezeichnet.
1849 erreichte Newelskoi als erster russischer Seefahrer die Mündung des Amur und wies damit dessen Schiffbarkeit sowie die Existenz des Tatarensunds, der das Ochotskische mit dem Japanischen Meer verbindet, nach. In Russland und Europa war die 40 Jahre zuvor durchgeführte Kartierung Sachalins durch den japanischen Seefahrer Mamiya Rinzō nicht bekannt.

## Untertunnelung des Tatarensundes
Anfang der 1950er Jahre wurde mit dem Bau eines Tunnels unter der Newelskoi-Straße begonnen, durch den eine Eisenbahnstrecke auf die Insel Sachalin führen sollte. Die Bauarbeiten wurden jedoch nach dem Tod Stalins abgebrochen.
Von Seiten der russischen Führung wurde in den letzten Jahren generelles Interesse an der Verwirklichung des Projektes gezeigt, ohne allerdings den zeitlichen Rahmen zu bestimmen. Inzwischen ist der Bau einer Brücke geplant.